# عبدالله سرحدی
ملا عبدالله سرحدی (پشتو: ملا عبدالله سرحدی) یک سیاستمدار افغان طالبان است که در حال حاضر به عنوان والی ولایت بامیان از ۷ نوامبر ۲۰۲۱ فعالیت می‌کند. او متعلق به ولایت زابل است. او همچنین به عنوان فرمانده یگان‌های ویژه در دوران امارت اسلامی افغانستان (۱۹۹۶–۲۰۰۱) خدمت کرده‌است.